# Tolland County
Tolland County is een county in de Amerikaanse staat Connecticut.
De county heeft een landoppervlakte van 1.062 km² en telt 136.364 inwoners (volkstelling 2000). De grootste plaats is Vernon.